# Ulschalk
Ulschalk, auch Udelscalc oder Udalschalk († 22. Mai 1231) war Bischof von Gurk.
Ulschalk wurde 1217 zum Bischof von Gurk gewählt, zuvor war er Domherr in Gurk gewesen und war bereits in vorgerücktem Alter. Von seinem Vorgänger Heinrich II. von Pettau übernahm er eine erdrückende Schuldenlast. Ein Großteil der bischöflichen Einnahmen ging zur Tilgung der Gläubigerschulden auf. 1218 gründete der Salzburger Erzbischof Eberhard II. auch in Seckau ein eigenes Bistum, der Bischof von Gurk durfte jedoch in diesem Teil des Erzbistums die Rechte eines Generalvikars ausüben.
Wegen seiner Altersbeschwerden, aber vor allem wegen seiner Sehschwäche, die ihn zur Ausübung seines Amtes unfähig machten, suchte Bischof Ulschalk 1220 in Rom bei Papst Honorius III. um seine Enthebung an, die am 4. Dezember 1220 gewährt wurde. Bischof Ulschalk überlebte seine Abdankung noch elf Jahre und verstarb am 22. Mai 1231. Seine letzte Ruhestätte ist unbekannt.